# Пятилетки Бутана
Пятилетки Бутана — пятилетние планы экономического развития королевства Бутан, которые разрабатываются и воплощаются в жизнь на государственном и местном уровне с 1961 года. В то время Бутан значительно отставал в развитии от других стран. В дальнейшем ведущую роль в экономическом развитии страны сыграло правительство Бутана, а также финансовая помощь Индии.
Пятилетние планы сначала разрабатывались Секретариатом развития (англ. Development Secretariat), в дальнейшем — Плановой комиссией (Planning Commission). Утверждались Национальной ассамблей Бутана. В 1989 году Всемирный банк положительно оценил экономическую политику властей Бутана:

Бутан довольно поздно вышел на сцену [экономического] развития, и всячески стремился избежать ошибок, допущенных в других странах. Несмотря на сильную зависимость от иностранной помощи, он решил следовать собственной шкале приоритетов, сохранять сбалансированные публичные финансы, создать квалифицированный, но при том экономичный государственный аппарат, а также предотвратить нанесение ущерба окружающей среде от чрезмерного использования лесов или неконтролируемого развития туризма … В результате Бутану в процессе экономического развития удивительным образом удалось избежать экономических, социальных и культурных сбоев.
Оригинальный текст (англ.)Coming late to the development scene, Bhutan was eager to avoid mistakes committed elsewhere. Although strongly dependent on foreign aid, it was determined to follow its own set of priorities, keep public finance on an even keel, build up a well trained but lean bureaucracy, and prevent environmental damage from overexploitation of the forests or uncontrolled growth of tourism … As a result of these factors, development in Bhutan has been remarkably free from seeing economic, social, or cultural disruption.

Власти Бутана опирались на традиционные общественные институты, привлекали местных жителей к участию в разработке и выполнении планов развития их дзонгхагов, дунгхагов и деревень.

## Предыстория
Придя к власти, Джигме Дорджи Вангчук столкнулся с серьёзными проблемами, стоявшими перед Бутаном на протяжении десятилетий: неграмотность населения, отсутствие дорог и системы здравоохранения. Один из образованнейших жителей Бутана и близкий друг премьер-министров Неру и Ганди, король добился прекращения многолетней изоляции государства и сотрудничества с международным сообществом. Вангчук провёл ряд реформ, среди которых отмена смертной казни и запрет рабства. 
На Индию приходилось 89 % бутанского экспорта. Руководство королевства желало экспортировать сельскохозяйственную продукцию и минералы в другие страны. Попытки властей Бутана развивать торговые отношения и разнообразить экономическую активность государства стали заметны с началом разработки первых пятилетних планов экономического развития.

## Первая пятилетка
О начале выполнения первого плана было объявлено в 1961 году. Программа реализовывалась благодаря Индии, предоставившей Бутану на безвозмездной основе 178 миллионов рупий. Из-за отсутствия в Бутане квалифицированных кадров план был составлен индийскими специалистами. Его цели были весьма скромными и включали строительство дороги Пхунчолинг—Паро и ГЭС, открытие школ. Приоритетной задачей считалось развитие сельского хозяйства. Выполнение первой бутанской пятилетки полностью финансировала Индия, выделив на это 107,2 млн. нгултрумов.
Первый пятилетний план развития страны не был выполнен полностью из-за нестабильности и других серьёзных причин: попытки проведения реформ вызвали возмущение феодалов. В 1964 году был убит премьер-министр страны Джигме Дорджи, был раскрыт заговор против главы государства. Начался политический кризис, окончившийся лишь в 1966 году.

## Вторая пятилетка
В 1966 году началась вторая пятилетка. Её также практически полностью финансировала Индия: помощь индийских властей составила 200 миллионов рупий (202,2 млн. нгултрумов), что эквивалентно 98,9 % бутанского бюджета. 41 % всех расходов были направлены на развитие транспортной инфраструктуры, на развитие системы здравоохранения — 18 %, сельского хозяйства — 14 %.
Результатом выполнения первой и второй пятилетних программ стали строительство сети шоссе протяжённостью более 1000 километров, создание ряда учебных заведений, в которых в 1971 году обучались 17 тысяч человек. Ряд иностранных обозревателей считает, что разработчики первых двух планов неверно расставили приоритеты, а  реализация пятилеток не принесла желаемого результата.

## Третья пятилетка
На претворение в жизнь третьего пятилетнего плана (1971 — 1976) Индия выделила 330 миллионов рупий, что по-прежнему составляло большую часть бюджета. Но впервые Бутан получил финансовую помощь ООН: её доля в бюджете третьей пятилетки составила около 3 %. Значительные средства направлялись на строительство автодорог, развитие системы здравоохранения и сельского хозяйства. Однако из-за сильных ливней и конфликта на территории Бангладеш поставки материалов из Индии были приостановлены. На конец пятилетки пришлись экономический спад и политическая нестабильность Индии, поставщика оборудования и основного финансового донора страны. 
Несмотря на ряд негативных факторов, выполнение третьего плана сыграла немаловажную роль в модернизации экономики и общества Бутана. Сеть дорог увеличилась на 1000 километров, число школ повысилось до 81, то есть выросло на треть, численность школьников достигла 24 тысяч человек. 
Дорожное строительство оказалось наиболее затратным мероприятием: в первой пятилетке на эти цели пришлось выделить 58,7 % бюджета, во второй — 34,9 %; в третьей пятилетке доля дорожных расходов сократилась до 17,8 % (что составило 475,2 млн. нгултрумов). Доля расходов на образование, напротив, увеличилась с 8,8 % в первой пятилетки до 18,9 % в третьей.
По итогам трёх пятилеток были реализованы десятки проектов по водоснабжению сёл, 98 населённых пунктов получили доступ к электроэнергии, что стало возможным благодаря сооружению 2 ТЭС и 7 ГЭС, начали действовать 67 предприятий. Были открыты 80 почтовых отделений, основаны более 30 радиостанций. На главных магистралях страны заработали автобусы, в столице  появились телефонные станции, в нескольких районах Бутана были построены дома отдыха.

## Четвертая пятилетка
В отличие от предыдущих пятилеток, в разработке четвёртого плана участвовали как индийские, так и бутанские эксперты. Перед началом осуществления программы во всех провинциях были учреждены окружные комитеты развития и планирования, которым было поручено сформировать местные планы в соответствии с задачами государственного плана. Это стало результатом действий правительства по привлечению народных масс к участию в проведении пятилетки. Во время этой четвертой пятилетки большинство объектов были сооружены местным населением.
В ходе первых пятилеток основной акцент был сделан на развитии инфраструктуры. При реализации четвёртого плана экономического развития в основном стимулировались развитие отраслей промышленности и производство товарных культур. Помощь Индии превысила 700 миллионов рупий, что равнялось 77% бюджетных ассигнаций.

## Пятая пятилетка
Во время пятой пятилетней программы (1982 — 1987) местные органы стали более самостоятельными и несли большую ответственность за выполнение заданий. В плане отразилось желание лидеров Бутана добиться экономической независимости страны. Так, он был полностью разработан бутанскими специалистами, а доля индийской помощи составила около 31% от общих вложений. Четверть ассигнаций была покрыта за счёт собственных ресурсов. К этому времени Бутан увеличил число контактов с иностранными государствами и международными организациями, благодаря чему стал получать помощь от Австралии, Японии, Швейцарии и Кувейта.
Итогом пятой пятилетки стало укрепление энергетики Бутана. В 1985 году была запущена турбина крупнейшей ГЭС государства, мощность которой позволила не только удовлетворить потребности региона, но и начать экспорт электроэнергии в Индию. ГЭС Чукха полностью построена под землёй. Индийские строители проложили под горой туннели и соорудили машинный зал. Стоимость проекта составила 20,417 миллиардов рупий. 60% этой суммы была подарена Индией Бутану, остальная была передана стране в долг на льготных условиях, который возвращался поставками энергии в приграничные индийские районы.   

## Шестая пятилетка
Шестой пятилетний план выполнялся с 1987 по 1992 год. Осуществление шестой пятилетки обошлось Бутану в 9,5 миллиардов нгултрумов. Значительная часть ассигнаций была выделена на развитие промышленности и торговли. Доля индийской финансовой помощи составила 27,5%.
В ходе шестой пятилетки сооружалось множество объектов, связанных с образованием и здравоохранением. C 1990 года 90% населения имеют доступ к основной медицинской помощи, 67% детей школьного возраста получали образование. Число больниц увеличилось с 39 до 160; по требованию таких организаций, как Всемирная организация здравоохранения и ЮНИСЕФ, 84% детей до пяти лет были привиты от различных заболеваний к 1990 году. К 1991 году в Бутане было проложено 3000 километров дорог. В 1992 году 97% доходов государства были внутренними доходами. 

## Седьмая пятилетка
Седьмая пятилетка реализовывалась в 1992 — 1997 годах. Индийское руководство предоставило королевству 7,5 миллиардов рупий. Основной задачей было улучшение социальной и экономической инфраструктуры посредством мобилизации ресурсов Бутана. На её достижение было выделено 15 миллиардов нгултрумов (588,23 миллионов долларов США).